# Lijst van meest voorkomende achternamen van Suriname
Hieronder volgt een lijst met de meest voorkomende achternamen van Suriname.
|    | Naam         | Aantal dragers in Suriname (2023) | Betekenis | Oorsprong                                |
| -- | ------------ | --------------------------------- | --- | ---------------------------------------- |
| 1  | Lin          | 3.112                             | "Bos", "Bossen", "Bomen", "Zonnegodin" en "Edelsteen" in het Mandarijn | Chinees                                  |
| 2  | Chen         | 3.014                             | "Te beschrijven" of "Oud" in het Mandarijn | Chinees                                  |
| 3  | Pinas        | 2.499                             | Naaldboom pinus, Schip Pinas of het Franse dorp Pinas | Afro-Surinaams                           |
| 4  | Li           | 1.838                             | "Pruim" en "Pruimenboom" in het Mandarijn | Chinees                                  |
| 5  | Liu          | 1.517                             | "Dood" in het Mandarijn | Chinees                                  |
| 6  | da Silva     | 1.470                             | "Van het bos" of "Uit het bos" in het Portugees | Portugees en Joods                       |
| 7  | Zhang        | 1.427                             | "Een boog tekenen" in het Mandarijn | Chinees                                  |
| 8  | Singh        | 1.371                             | "Leeuw" in het Sanskriet | Hindoestaans                             |
| 9  | Mohan        | 1.253                             | Ander woord voor de god Krishna in het Sanskriet | Hindoestaans                             |
| 10 | Tjon         | 1.204                             | "Om te openen" in het Mandarijn maar is vooral ook te vinden bij Javaanse achternamen | Javaans en Chinees                       |
| 11 | Huang        | 1.183                             | "Geel" en "Om door te vallen" in het Mandarijn | Chinees                                  |
| 12 | Yang         | 1.135                             | "Populier" en "Voeren" in het Mandarijn | Chinees                                  |
| 13 | Wu           | 1.128                             | Meerdere betekenissen maar vooral bedoeld als "vijf" in het Mandarijn | Chinees                                  |
| 14 | Wang         | 1.114                             | "Koning" en "Sterk" in het Mandarijn maar komt ook voor bij Javanen | Chinees en Javaans                       |
| 15 | Narain       | 1.093                             | Vorm van Narayan en betekent "Eeuwige man" in het Sanskriet | Hindoestaans                             |
| 16 | Autar        | 1.072                             | Betekenis onbekend maar komt van een voornaam | Hindoestaans                             |
| 17 | Hu           | 1.065                             | "Keelhuid" en "Lel" in het Mandarijn | Chinees                                  |
| 18 | Kalloe       | 1.042                             | "Betekenis verschilt kan "donker" of "tijd" betekenen" | Hindoestaans en Javaans                  |
| 19 | Mahabier     | 1.035                             | Vorm van Mahavir en betekent "Goede held" in het Sanskriet | Hindoestaans                             |
| 20 | Sardjoe      | 1.029                             | Betekenis onbekend. De achternaam komt zowel voor bij Hindoestanen en Javanen | Hindoestaans en Javaans                  |
| 21 | Wong         | 988                               | "Koning" en "Sterk" in het Mandarijn maar komt ook voor bij Javanen | Chinees en Javaans                       |
| 22 | Zhou         | 975                               | "Omheen" en "Heel" in het Mandarijn | Chinees                                  |
| 23 | Persaud      | 961                               | Betekent "Genadig cadeau" in het Hindi | Hindoestaans                             |
| 24 | Sabajo       | 940                               | Betekenis onbekend | Inheems                                  |
| 25 | Silva        | 940                               | "Bos" in het Portugees | Portugees en Joods                       |
| 26 | Pereira      | 940                               | "Perenboom" in het Portugees | Portugees en Joods                       |
| 27 | Zheng        | 905                               | Een vroegere staat genaamd Zheng in China | Chinees                                  |
| 28 | Ferreira     | 877                               | "Ijzermijn" in het Portugees | Portugees en Joods                       |
| 29 | Ramdin       | 863                               | Vorm van Ram en betekent "Bescheiden onderwerp van Rama" in het Sanskriet | Hindoestaans                             |
| 30 | Soekhoe      | 856                               | Soekhoe/Sukhu is een voornaam die vrijdag betekent en het is een vorm van Sukhdev dat "gelukkigheid" betekent.                                                                                            | Hindoestaans                             |
| 31 | Ramcharan    | 842                               | Van de voornaam Ramcharan wat betekent "De voet van de god Rama" | Hindoestaans                             |
| 32 | Kanhai       | 835                               | Vorm van de voornaam Kanhaiya wat betekent "Jong persoon" en het verwijst naar de god Krishna | Hindoestaans                             |
| 33 | Ramautar     | 812                               | Betekenis onbekend maar komt van een voornaam | Hindoestaans                             |
| 34 | Alves        | 794                               | Patroniem van de voornaam Álvaro | Portugees en Joods                       |
| 35 | Pengel       | 786                               | De achternaam komt uit plantage La Prosperité en alle achternamen daar beginnen met een P. | Afro-Surinaams                           |
| 36 | van Dijk     | 780                               | Iemand die dichtbij of op een dijk heeft gewoond maar kan ook een plaats betekenen die op dijk eindigt | Nederlands/Boeroe                        |
| 37 | Linger       | 773                               | De achternaam komt uit plantage Berlijn. Mogelijk komt de achternaam van het Engelse werkwoord "linger" wat treuzelen betekent.                                                                           | Afro-Surinaams                           |
| 38 | Lachman      | 773                               | De achternaam die komt van de voornaam Lakshman wat betekent "iemand die gunstige kenmerken heeft". Het verwijst ook naar de god Lakshmanan.                                                              | Hindoestaans                             |
| 39 | Esajas       | 767                               | Griekse schrijfwijze van de profeet Jesaja uit het Oude Testament | Afro-Surinaams                           |
| 40 | Gomes        | 766                               | Afgeleid van het woord "guma" dat "man" in het Visigotisch betekent | Portugees en Joods                       |
| 41 | Mangal       | 759                               | Afgeleid van een clan genaamd "Mangal" wat komt van het Sanskriet "mangala" dat "gunstig" betekent | Hindoestaans                             |
| 42 | Ramkhelawan  | 748                               | Betekenis onbekend | Hindoestaans                             |
| 43 | Baldew       | 731                               | Betekenis onbekend | Hindoestaans                             |
| 44 | dos Santos   | 729                               | Een kind dat geboren of gedoopt is op Allerheiligen | Portugees en Joods                       |
| 45 | Boldewijn    | 729                               | De achternaam komt uit plantage Leasowes. De achternaam is waarschijnlijk een patroniem maar de voornaam Boudewijn is veel bekender                                                                       | Afro-Surinaams                           |
| 46 | Rodrigues    | 710                               | Patroniem van de voornaam Rodrigo | Portugees en Joods                       |
| 47 | Ramadhin     | 697                               | Vorm van Ram en betekent "Bescheiden onderwerp van Rama" in het Sanskriet | Hindoestaans                             |
| 48 | Rampersad    | 696                               | Vorm van de voornaam Ramprasad en betekent "Offer van eten naar de god Rama". | Hindoestaans                             |
| 49 | Ramlal       | 696                               | Vorm van een voornaam wat betekent "Beste zoon van Rama" | Hindoestaans                             |
| 50 | Zhao         | 682                               | Naam van een feodale staat tijdens de Zhou-dynastie maar het betekent ook "Snel lopen" in het Mandarijn                                                                                                   | Chinees                                  |
| 51 | Fernandes    | 682                               | Patroniem van de voornaam Fernando | Portugees en Joods                       |
| 52 | Cairo        | 668                               | De achternaam komt uit plantage De Vier Kinderen. De achternaam is vernoemd naar de Egyptische hoofdstad Caïro.                                                                                           | Afro-Surinaams                           |
| 53 | Sital        | 668                               | Betekenis onbekend | Hindoestaans                             |
| 54 | Kalpoe       | 665                               | Betekenis onbekend | Hindoestaans                             |
| 55 | Chin         | 654                               | Meerdere betekenissen zoals de "Zheng staat" tijdens de Strijdende Staten, de "Chen dynastie staat" en het betekent ook "Ooit", "Vroeger" in het Mandarijn. Het komt ook voor bij Javanen.                | Chinees en Javaans                       |
| 56 | Boedhoe      | 646                               | Een vorm van de bijnaam Buddha wat betekent "Verlicht ontwaakt" | Hindoestaans                             |
| 57 | Lee          | 633                               | "Pruim" en "Pruimenboom" in het Mandarijn maar het is ook een Engelse achternaam en het komt ook voor bij Javanen                                                                                         | Chinees, Javaans en Afro-Surinaams       |
| 58 | Sanches      | 626                               | Patroniem van de voornaam Sancho maar het betekent ook heilig en zoon | Portugees en Joods                       |
| 59 | Dwarka       | 613                               | De naam betekent "Poort; Hoofdstad van het koninkrijk van heer Krishna". Er is ook een stad die zo heet.                                                                                                  | Hindoestaans                             |
| 60 | Wijngaarde   | 601                               | Vernederlandst woord van de Joodse achternaam De la Parra, wat letterlijk "van de Wijngaarde" betekent.                                                                                                   | Sefardisch Joods (Portugees-Joods)       |
| 61 | Kartodikromo | 601                               | Kromo betekent "het eenvoudige volk". | Javaans                                  |
| 62 | Kromopawiro  | 601                               | Kromo betekent "het eenvoudige volk" | Javaans                                  |
| 63 | Badal        | 592                               | Badal betekent "wolk" in het Punjabi en Hindi. | Hindoestaans                             |
| 64 | Verwey       | 592                               | De achternaam komt uit plantage Potosie. De achternaam is een samenvoeging van de achternaam Van der Weij. Het is waarschijnlijk naar een eigenaar genoemd of een familielid van een eigenaar.            | Afro-Surinaams                           |
| 65 | Williams     | 564                               | De achternaam komt uit plantage Burnside. De achternaam betekent "zoon van William". Het is een Engelse achternaam. Op plantage Burnside werden veel achternamen vernoemd naar familieleden of eigenaren. | Afro-Surinaams                           |
| 66 | Orie         | 564                               | Betekenis onbekend | Hindoestaans                             |
| 67 | Ritfeld      | 562                               | Surinaamse versie van de Duitse achternaam Riethfeld wat in het Nederlands Rietveld is en betekent "Een veld waar slootriet groeit".                                                                      | Duits                                    |
| 68 | Sewradj      | 556                               | Betekenis onbekend | Hindoestaans                             |
| 69 | Simson       | 550                               | De achternaam komt uit plantage De Goudmijn. De achternaam is de voornaam van de eigenaar van plantage De Goudmijn, Simson Lobato                                                                         | Afro-Surinaams                           |
| 70 | Mahabir      | 543                               | Vorm van Mahavir en betekent "Goede held" in het Sanskriet | Hindoestaans                             |
| 71 | Biharie      | 537                               | Iemand uit de Indiaase staat Bihar | Hindoestaans                             |
| 72 | Renfurm      | 537                               | De achternaam komt uit plantage Hanover. De betekenis is onbekend, maar het zou een omdraaiing kunnen zijn                                                                                                | Afro-Surinaams                           |
| 73 | Cheung       | 522                               | "Om te openen" en een vroegere staat genaamt "Jiang/Cheung" in het Mandarijn | Chinees                                  |
| 74 | Chotkan      | 518                               | Betekenis onbekend | Hindoestaans                             |
| 75 | Mathoera     | 518                               | Vernoemd naar de stad Mathura in India. Mathura is tevens in de traditie de geboorteplaats van de god Krishna                                                                                             | Hindoestaans                             |
| 76 | Xu           | 515                               | Betekent "Belofte", "Mee eens zijn" en "Locatie" in het Mandarijn | Chinees                                  |
| 77 | Emanuels     | 511                               | Betekent "zoon van Emanuel". De achternaam is vooral Nederlands en Joods, maar in minderheden een manumissienaam                                                                                          | Nederlands, Joods en een manumissienaam. |
| 78 | Graanoogst   | 505                               | De achternaam komt uit Paramaribo (huisslaven). Graanoogst betekent "Het oogsten van graan" en "De opbrengst van graan".                                                                                  | Afro-Surinaams                           |
| 79 | Sewgobind    | 505                               | De achternaam komt van "Shiva Govind". Govind is een van de benamingen voor de god Krishna. Ook Shiva is een god binnen het hindoeïsme.                                                                   | Hindoestaans                             |
| 80 | Rozenblad    | 499                               | De achternaam komt uit Plantage Sarah, Elisabethshoop en uit Paramaribo (huisslaven). Het betekent blad van een roos.                                                                                     | Afro-Surinaams                           |
| 81 | Gefferie     | 492                               | De achternaam komt uit Plantage Leasowes. Ook als Geffery en Jeffrey. De betekenis is onbekend. | Afro-Surinaams                           |
| 82 | Macnack      | 492                               | De achternaam komt uit Plantage Berlijn en Waterloo. De achternaam heeft het voorvoegsel "Mac" dat in het Schots zoon betekent. Het zou vernoemd zijn naar een eigenaar of een familielid.                | Afro-Surinaams                           |
| 83 | Algoe        | 487                               | Betekenis onbekend | Hindoestaans                             |
| 84 | Fraser       | 487                               | Duits-Surinaamse achternaam die origineel Fräser heette. De betekenis is onbekend | Duits                                    |
| 85 | Doerga       | 486                               | Durga is de godin van kracht, sterkte en bescherming. De naam betekent "Onbegaanbaar" | Hindoestaans                             |
| 86 | Ramsaran     | 473                               | Ramsaran is een naam dat betekent "beschermheerschap van de god Rama" | Hindoestaans                             |
| 87 | Blokland     | 473                               | De achternaam komt uit Plantage La Paix, Guadeloupe en Nieuw-Meerzorg. Het woord betekent een stuk grond dat door een sloot in de omgeving is afgesloten.                                                 | Afro-Surinaams                           |
| 88 | Simons       | 473                               | Patroniem voor Simon/Simeon | Nederlands en Joods                      |
| 89 | Binda        | 466                               | Een achternaam die gevormd is door "Bind" wat "Modder" betekent. | Hindoestaans                             |

familienaam · voornaam · antroponymie